# Вја Карлесе (Виченца)
Вја Карлесе је насеље у Италији у округу Виченца, региону Венето.
Према процени из 2011. у насељу је живело 160 становника. Насеље се налази на надморској висини од 52 м.